# Spectrum Center
De Spectrum Center, oorspronkelijk de Charlotte Bobcats Arena geheten en vaak TWC Arena of The Cable Box genoemd, is een stadion voor sport- en entertainmentevenementen in de Amerikaanse stad Charlotte (North Carolina). De Charlotte Hornets, die in de NBA spelen, gebruiken het stadion sinds de opening in 2005 als hun thuisbasis. In 2008 kwamen de naamrechten in handen van het telecombedrijf Time Warner Cable.
De Democratische Partijconventie 2012 werd in de Time Warner Cable Arena gehouden.